# The Collector's Celtic Frost
The Collector's Celtic Frost è il primo singolo del gruppo heavy metal svizzero Celtic Frost, pubblicato nel 1987 da Noise Records.
Edito poco prima della pubblicazione di Into the Pandemonium, contiene solo la cover di Billy Hill In the Chapel, in the Moonlight ed è stato pubblicato solo su 12" in una versione limitata a 1 000 copie.

## Tracce
1. In the Chapel, in the Moonlight – 2:04

## Formazione
- Tom Gabriel Fischer - voce, chitarra
- Martin Eric Ain - basso
- Reed St. Mark - batteria, percussioni, voce d'accompagnamento